# Menglichtlamp

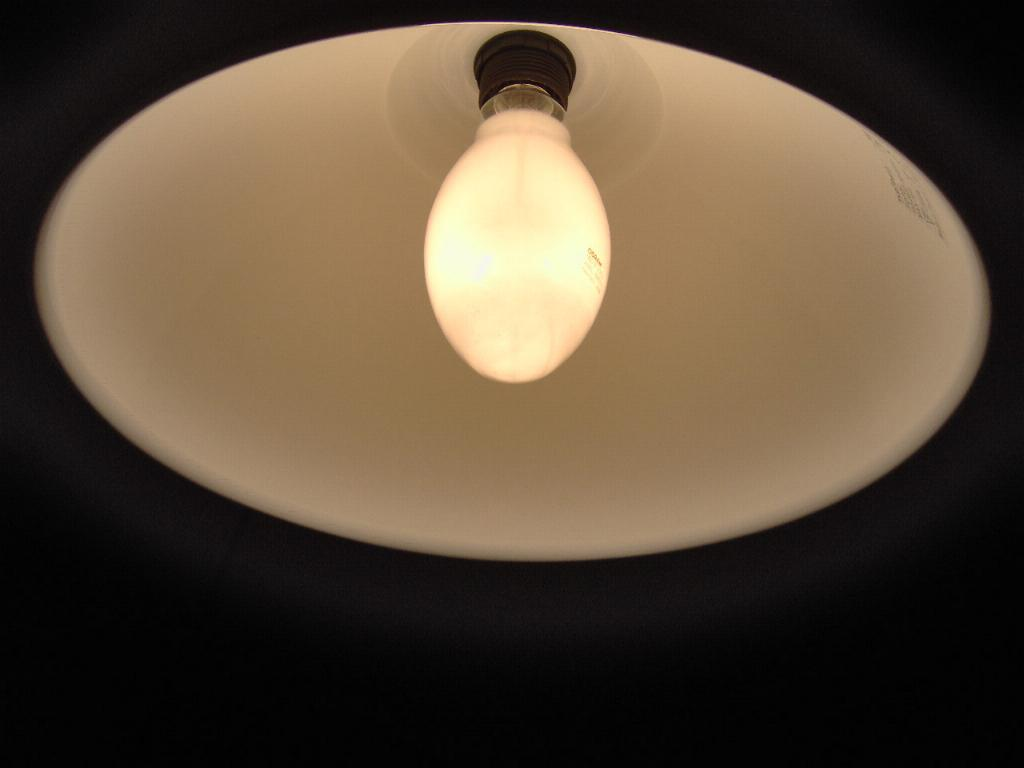
Een menglichtlamp ziet er vrijwel identiek uit als een kwiklamp, maar mag zonder voorschakelapparaat op de spanning worden aangesloten

Een menglichtlamp is een lamp die zowel een gasontladingsbuis gevuld met kwikdamp en een gloeidraad bevat. 
De gloeidraad, een elektrische weerstand, dient hierbij als voorschakelapparaat voor de ontladingslamp zodat het geheel zonder meer op de voedingsspanning kan worden aangesloten.
Het kleurspectrum van de menglichtlamp is warmer dan voor een kwiklamp door de bijdrage van de gloeidraad.
argandse lamp ·
booglamp ·
carbidlamp ·
CCFL ·
davylamp ·
EEFL ·
elektrodeloze lamp ·
elektronenflitser ·
filmzon ·
flitser ·
fluorescentielamp ·
gaslicht ·
gasontladingslamp ·
gloeilamp ·
halogeenlamp ·
hefnerlamp ·
hogehelderheidsled ·
jablochkoff-kaars ·
kaars ·
kalklicht · 
knijpkat ·
kwiklamp ·
lantaarn ·
ledlamp ·
menglichtlamp ·
metaalhalidelamp ·
natriumlamp ·
neonlamp ·
nernstlamp ·
olielamp ·
petroleumlamp ·
spaarlamp ·
tl-buis ·
xenonlamp ·
zaklantaarn